# Lohmühlenstraße
Lohmühlenstraße – stacja metra hamburskiego na linii U1. Stacja została otwarta 2 lipca 1961. 

## Położenie
Stacja składa się z 1 jednego peronu umiejscowionego pod ziemią.